# От глупав по-глупав: Завръщането
„От глупав по-глупав: Завръщането“ (на английски: Dumb and Dumber To) е комедия от 2014 г., производство на САЩ, продължение на „От глупав по-глупав“ от 1994 г. Джим Кери и Джеф Даниълс се завръщат в ролите на Лойд Кристмас и Хари Дън.

## Заснемане
Снимките започват през септември 2013 г. в гр. Атланта – столица на югоизточния граничен щат Джорджия . На 25 ноември 2013 г. Джеф Даниълс обявява, че заснемането на филма е приключило.